# Blend (Whisky)

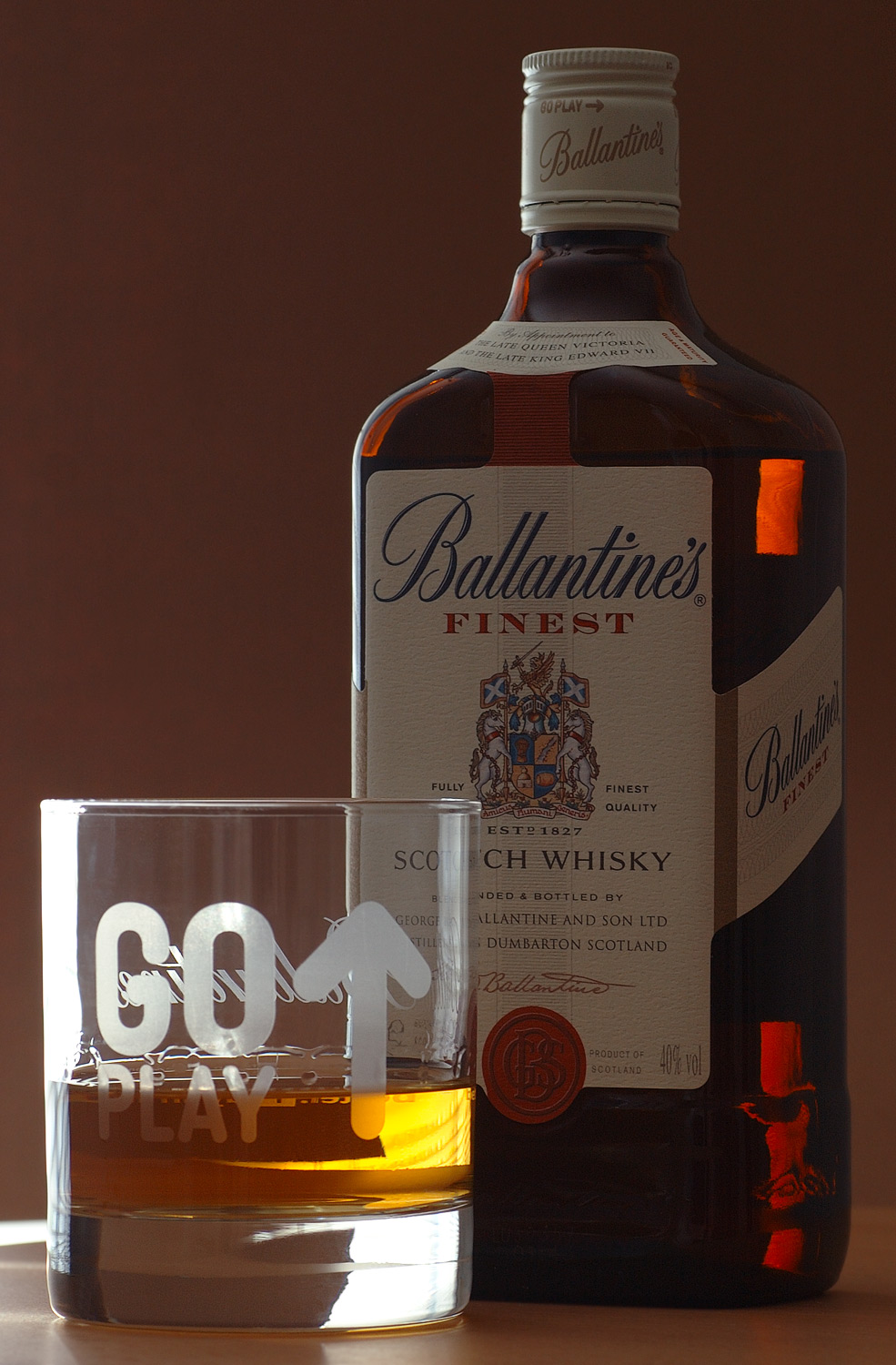
Blended Scotch Whisky

Ein Blend ist eine Mischung, man sagt auch ein Verschnitt, von verschiedenen (meist 15 bis 40) Whiskys. Als Grundlage für einen Blend wird oft Grain-Whisky (kontinuierlich destillierter Whisky aus verschiedenen Getreidesorten) verwendet und zum Teil bis zu 50 andere Whiskys hinzugemischt. Auf diese Weise erzielt der Masterblender einen ständig gleich bleibenden Geschmack und gleiche Qualität. Nach dem Mischen (Verschneiden, Blending) wird der Blend noch einige Zeit in einem Fass gelagert, damit die einzelnen Whiskys sich geschmacklich verbinden können. Ein Blend sollte immer in den gleichen Fässern gelagert werden, damit dieser das Aroma langsam übernimmt. In Schottland werden die folgenden Arten von Blends unterschieden:
- Blended Malts (auch Pure Malts) sind Whiskys, die nur aus verschiedenen Single-Malt-Whiskys verschiedener Brennereien verschnitten sind (früher auch Vatted Malt genannt). Ein bekannter Blended Malt ist etwa Johnnie Walker Green Label.

- Blended Grains sind Whiskys, die nur aus Grain-Whiskys (kontinuierlich gebrannter Getreideschnaps, während Malt-Whisky nur aus gemälzter Gerste hergestellt wird) aus verschiedenen Brennereien verschnitten sind, denen aber im Gegensatz zu Blended Whiskys kein Single-Malt-Whisky zugesetzt wurde (auch Vatted Grain). Einziger Vertreter derzeit ist der Hedonism von Compass Box.

- Blended Scotchs sind Whiskys, bei denen Grain-Whisky mit einem oder mehreren Single-Malt-Whiskys verschnitten wird. Prominente Vertreter dieser Sorte sind Johnnie Walker Red Label, J&B und Ballantine’s.

Die Erfindung des Whisky-Blendings wird Andrew Usher sen. (1782–1855) und Andrew Usher jun. (1826–1898) zugeschrieben.
1853 kreierte Andrew Usher sen. seinen ersten Blend („Old Vatted Glenlivet“) aus einzelnen Single-Malt-Whiskys. Andrew Usher jun. mischte ab 1856 auch Grain Whisky bei, der so in Edinburgh entstandene „Usher’s Green Stripe“ ist auch heute noch erhältlich.
Der Hersteller eines Blend, der Blender, beherrscht unter anderem die Herstellung eines gleichbleibenden Blends auch mit variablen Zutaten.